# Cubeo (langue)
Le cubeo (ou kubeo) est une langue tucanoane parlée en Amazonie, en Colombie le long de la rivière Vaupés et de ses affluents septentrionaux par 5 000 personnes.
La classification du cubeo à l'intérieur des langues tucanoanes n'est pas clairement établie. Elle est souvent vue comme une langue orientale, mais une classification différente en fait avec le tanimuca la branche centrale de cette famille.

## Écriture
| a | ã | b | c | ch | d | ꟈ | e | ẽ  | i |
| ĩ | j | m | n | ñ  | o | õ | p | qu | r |
| t | u | ũ | ʉ | ʉ̃  | v | y |   |    |   |

## Phonologie

### Voyelles
|         | Antérieure  | Centrale    | Postérieure |
| ------- | ----------- | ----------- | ----------- |
| Fermée  | i [i] ĩ [ĩ] | ʉ [ɨ] ʉ̃ [ɨ̃] | u [u] ũ [ũ] |
| Moyenne | e [e] ẽ [ẽ] |             | o [o] õ [õ] |
| Ouverte |             | a [a] ã [ã] |             |

### Consonnes
|               |               | Bilabiale | Dentale | Latérale | Palatale | Vélaire   | Glottale |
| ------------- | ------------- | --------- | ------- | -------- | -------- | --------- | -------- |
| Occlusives    | Sourdes       | p [p]     | t [t]   |          |          | c, qu [k] |          |
| Occlusives    | Sonores       | b [b]     | d [d]   |          |          |           |          |
| Fricatives    | Fricatives    | v [v]     | ꟈ [ð]   |          |          |           | h [h]    |
| Affriquées    | Affriquées    |           |         |          | ch [t͡ʃ]  |           |          |
| Liquides      | Liquides      |           |         | l [l]    |          |           |          |
| Semi-voyelles | Semi-voyelles |           |         |          | y [j]    |           |          |